# میمون شکم‌طلایی
میمون شکم‌طلایی (نام علمی: Cercopithecus pogonias) نام یک گونه از زیرخانواده دم‌درازیان است.